# Montromant
Montromant és un municipi francès situat al departament del Roine i a la regió d'Alvèrnia-Roine-Alps. El 2019 tenia 445 habitants.

## Demografia

### Població
El 2007 la població de fet de Montromant era de 403 persones. Hi havia 140 famílies de les quals 24 eren unipersonals (12 homes vivint sols i 12 dones vivint soles), 44 parelles sense fills, 56 parelles amb fills i 16 famílies monoparentals amb fills.
La població ha evolucionat segons el següent gràfic:
Habitants censats

### Habitatges
El 2007 hi havia 202 habitatges, 150 eren l'habitatge principal de la família, 37 eren segones residències i 15 estaven desocupats. 196 eren cases i 5 eren apartaments. Dels 150 habitatges principals, 124 estaven ocupats pels seus propietaris, 25 estaven llogats i ocupats pels llogaters i 1 estava cedit a títol gratuït; 7 tenien dues cambres, 34 en tenien tres, 43 en tenien quatre i 67 en tenien cinc o més. 133 habitatges disposaven pel capbaix d'una plaça de pàrquing. A 67 habitatges hi havia un automòbil i a 77 n'hi havia dos o més.

### Piràmide de població
La piràmide de població per edats i sexe el 2009 era:
| Homes | Edats   | Dones |
| ----- | ------- | ----- |
| 0     | 95 o +  | 0     |
| 0     | 90 a 94 | 8     |
| 4     | 85 a 89 | 4     |
| 0     | 80 a 84 | 0     |
| 0     | 75 a 79 | 8     |
| 8     | 70 a 74 | 0     |
| 12    | 65 a 69 | 8     |
| 24    | 60 a 64 | 4     |
| 4     | 55 a 59 | 20    |
| 16    | 50 a 54 | 8     |
| 4     | 45 a 49 | 16    |
| 16    | 40 a 44 | 4     |
| 16    | 35 a 39 | 8     |
| 16    | 30 a 34 | 20    |
| 16    | 25 a 29 | 12    |
| 4     | 20 a 24 | 4     |
| 8     | 15 a 19 | 8     |
| 8     | 10 a 14 | 12    |
| 16    | 5 a 9   | 8     |
| 16    | 0 a 4   | 0     |

## Economia
El 2007 la població en edat de treballar era de 250 persones, 200 eren actives i 50 eren inactives. De les 200 persones actives 191 estaven ocupades (98 homes i 93 dones) i 9 estaven aturades (3 homes i 6 dones). De les 50 persones inactives 25 estaven jubilades, 16 estaven estudiant i 9 estaven classificades com a «altres inactius».

### Ingressos
El 2009 a Montromant hi havia 159 unitats fiscals que integraven 433 persones, la mediana anual d'ingressos fiscals per persona era de 17.720 €.

### Activitats econòmiques
Dels 18 establiments que hi havia el 2007, 1 era d'una empresa de fabricació de material elèctric, 3 d'empreses de construcció, 3 d'empreses de comerç i reparació d'automòbils, 2 d'empreses d'hostatgeria i restauració, 1 d'una empresa d'informació i comunicació, 1 d'una empresa immobiliària i 7 d'empreses de serveis.
Dels 3 establiments de servei als particulars que hi havia el 2009, 1 era un paleta, 1 electricista i 1 restaurant.
L'any 2000 a Montromant hi havia 20 explotacions agrícoles que ocupaven un total de 561 hectàrees.

## Equipaments sanitaris i escolars
El 2009 hi havia una escola elemental.

## Poblacions més properes
El següent diagrama mostra les poblacions més properes.